# Biodiversidade da Zona Entre-Marés da Praia de Monte Clérigo
Cracas As Cracas são crustáceos marinhos da ordem Thoracica. Têm exosqueleto, uma forma cónica formada por várias placas. Fixam-se em substrato rochoso, embarcações e em outros animais. Enquanto larvas, para além de formarem colónias, também se reproduzem bastante.

Mexilhão O Mexilhão é um molusco da ordem Mytiloida. Famoso pela sua concha bivalve o mexilhão encontra-se na zona intertidal e é uma das principais presas da Estrela-do-Mar.
Lapas As lapas são gastrópodes marinhos do género Patella. Têm um pé redondo que os ajuda na locomoção. São idênticos aos caracóis, mas em vez de uma carapaça em espiral têm uma concha circular.
Búzios Os búzios são moluscos da classe Gastropoda e são famosos pela sua concha em forma de broca. Quando morrem os búzios ascendem á praia, sendo as suas conhas bastante colecionadas.Um dos principais alimentos do búzio é a Estrela-do-Mar
Caranguejos Os caranguejos são crustáceos da ordem Brachyura. O número de patas pode variar entre seis e oito sendo todas utilizadas na locomoção. Têm também um par de pinças utilizado para a sua proteção, tal como uma carapaça utilizada para fins de autodefesa.
Camarões Os camarões são crustáceos da ordem Decapoda e tanto podem viver em ambientes de água doce, como em ambientes marinhos (água salgada). São bastante utilizados na alimentação humana

Ouriço-do-Mar O ouriço-do-mar é um animal marinho invertebrado da ordem Echionoidea. Têm um formato esférico e o seu corpo está revestido de espinhos. Eles movimentam-se utilizando os espinhos e com a boca, que se situa na parte debaixo do corpo, apanham o alimento.

Estrela-do-Mar A estrela-do-mar é um equinodermo da classe Asteroidea. Têm um endosqueleto duro que não só protege como também ajuda na regeneração dos braços partidos. Existem várias espécies de estrelas-do-mar, a maioria têm cinco braços. As estrelas-do-mar não têm boca, e para se alimentarem retiram o estômago para fora do corpo. Aí apanha a presa, o estômago volta para o seu lugar e faz a digestão.
Anémonas A anémona é uma planta marinha da ordem Actinaria. Muito comparadas aos corais, as anémonas mudam de cor para branco quando estão prestes a morrer. Quando algum alimento entra em contacto com os tentáculos da anémona, é puxado até chegar á boca que fica na parte superior do corpo. A poluição é bastante perigosa para este animal, pois este não faz a distinção do alimento, podendo estar a ingerir alguma coisa perigosa ou venenosa, o que afeta os predadores das anémonas e consequentemente os humanos. 
Algas As algas são plantas marinhas avasculares (não contêm vasos condutores de seiva) do domínio Eukaryota. Não contêm raízes, caules nem folhas. As algas podem ser verdes, vermelhas ou castanhas e ainda podem apenas ser formadas por uma célula (unicelulares) ou por várias células (multicelulares) Existem espécies de algas comestíveis e algumas são bastante populares na cozinha oriental.

Relações Bióticas Na Praia de Monte Clérigo Entre as cracas e as lapas existe uma relação inter-específica da cooperação em que as cracas se fixam na conha das lapas. As cracas pra além de terem um suporte, também se alimentam mais facilmente devido ao movimento do animal. Já a lapa obtém mais proteção porque para além da concha obtêm mais uma camada de proteção.